# 남부개얼굴박쥐
남부개얼굴박쥐(Cynomops planirostris)는 큰귀박쥐과에 속하는 남아메리카와 남아메리카 박쥐의 일종이다. 아르헨티나 북부와 볼리비아, 브라질, 콜롬비아, 프랑스령 기아나, 가이아나, 파나마, 페루, 파라과이, 수리남 그리고 베네수엘라에서 발견된다.